# Lugasson
Lugasson (Lugaçon en gascon) est une commune du Sud-Ouest de la France, située dans le département de la Gironde (région Nouvelle-Aquitaine).
Ses habitants sont appelés les Lugassonnais.

## Géographie

### Localisation
La commune se trouve à 42 km au sud-est de Bordeaux, chef-lieu du département, à 27 km au nord-nord-est de Langon, chef-lieu d'arrondissement et à 11 km à l'est de Targon, ancien chef-lieu de canton,.

### Communes limitrophes
Lugasson a six communes limitrophes.Les communes limitrophes sont  Bellefond, Blasimon, Cessac, Courpiac, Frontenac et Jugazan.
| Bellefond | Jugazan   |          |
| Courpiac  | Lugasson  | Blasimon |
| Cessac    | Frontenac |          |

### Hydrographie
La commune est traversée d'est en ouest par un petit affluent de rive droite de l'Engranne, cette dernière bordant la commune à l'ouest et rejoignant la Dordogne en rive gauche quelque 10 km en aval.

### Climat
Pour des articles plus généraux, voir Climat de la Nouvelle-Aquitaine et Climat de la Gironde.
Historiquement, la commune est exposée à un climat océanique aquitain.  
En 2020, Météo-France publie une typologie des climats de la France métropolitaine dans laquelle la commune est exposée à un climat océanique et est dans la région climatique  Aquitaine, Gascogne, caractérisée par une pluviométrie abondante au printemps, modérée en automne, un faible ensoleillement au printemps, un été chaud (19,5 °C), des vents faibles, des brouillards fréquents en automne et en hiver et des orages fréquents en été (15 à 20 jours).
Pour la période 1971-2000, la température annuelle moyenne est de 12,9 °C, avec une amplitude thermique annuelle de 14,6 °C. Le cumul annuel moyen de précipitations est de 829 mm, avec 11,7 jours de précipitations en janvier et 6,9 jours en juillet. Pour la période 1991-2020, la température moyenne annuelle observée sur la station météorologique la plus proche, située sur la commune de Talence à 9 km à vol d'oiseau, est de 14,3 °C et le cumul annuel moyen de précipitations est de 884,0 mm,. Pour l'avenir, les paramètres climatiques de la commune estimés pour 2050 selon différents scénarios d’émission de gaz à effet de serre sont consultables sur un site dédié publié par Météo-France en novembre 2022.

## Urbanisme

### Typologie
Au 1er janvier 2024, Lugasson est catégorisée commune rurale à habitat dispersé, selon la nouvelle grille communale de densité à sept niveaux définie par l'Insee en 2022.
Elle est située hors unité urbaine et hors attraction des villes,.

### Occupation des sols

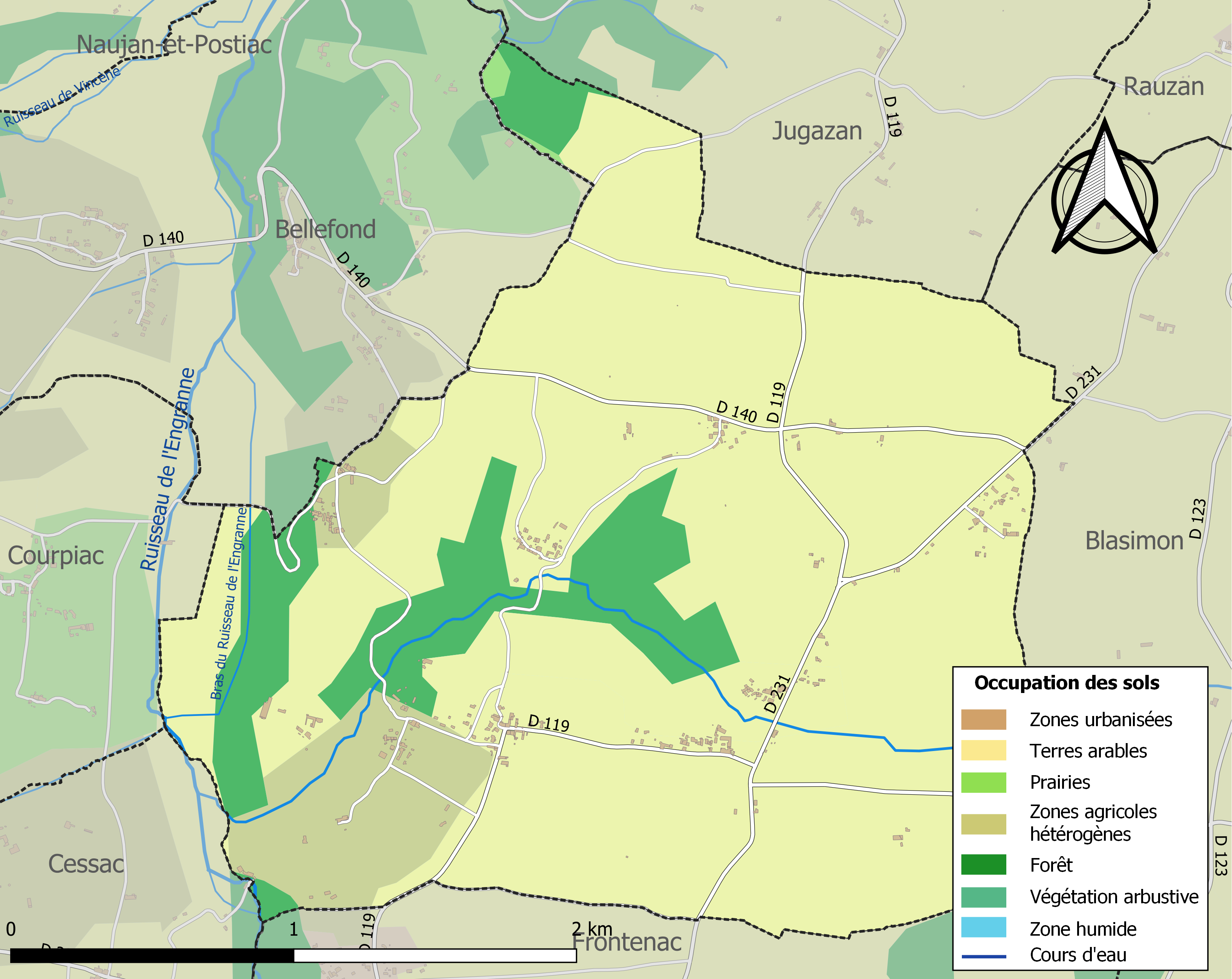
Carte des infrastructures et de l'occupation des sols de la commune en 2018 (CLC).

L'occupation des sols de la commune, telle qu'elle ressort de la base de données européenne d’occupation biophysique des sols Corine Land Cover (CLC), est marquée par l'importance des territoires agricoles (87,6 % en 2018), une proportion sensiblement équivalente à celle de 1990 (87,9 %). La répartition détaillée en 2018 est la suivante : cultures permanentes (70,9 %), forêts (12,4 %), terres arables (8,2 %), zones agricoles hétérogènes (8,2 %), prairies (0,4 %). L'évolution de l’occupation des sols de la commune et de ses infrastructures peut être observée sur les différentes représentations cartographiques du territoire : la carte de Cassini (XVIIIe siècle), la carte d'état-major (1820-1866) et les cartes ou photos aériennes de l'IGN pour la période actuelle (1950 à aujourd'hui).

### Voies de communication et transports
Les principales voies de communication routière sont la route départementale D119 qui traverse le village et mène vers le nord vers Jugazan et au-delà à Saint-Jean-de-Blaignac, la route départementale D231, à environ 600 mètres à l'est du bourg, qui mène vers le nord-nord-est à Rauzan et vers le sud à Frontenac, la route départementale D236 qui mène vers l'est à Blasimon et la route départementale D140 qui, depuis la D231, mène vers le nord-ouest à Bellefond.
L'accès à l'autoroute A62 (Bordeaux-Toulouse) le plus proche est celui de  2 Podensac qui se situe à 27 km vers le sud-ouest.

L'accès  1 Bazas à l'autoroute A65 (Langon-Pau) se situe à 40 km vers le sud.

L'accès le plus proche à l'autoroute A89 (Bordeaux-Lyon) est celui de l'échangeur autoroutier  avec la route nationale 89 qui se situe à 23 km vers le nord-ouest.

#### Trains
La gare SNCF la plus proche est celle, distante de 22 km par la route vers le sud, de Saint-Pierre-d'Aurillac sur la ligne Bordeaux-Sète du TER Nouvelle-Aquitaine. Sur la même ligne mais offrant plus d'opportunités de liaisons, la gare de La Réole se situe à 24 km par la route vers le sud-ouest et celle de Langon à 27 km vers le sud-est.

La gare de Libourne sur la ligne TGV Atlantique Paris - Bordeaux, la ligne Intercités ligne Lyon - Bordeaux et le réseau TER Nouvelle-Aquitaine est distante de 25 km par la route vers le nord-ouest.

### Risques majeurs
Le territoire de la commune de Lugasson est vulnérable à différents aléas naturels : météorologiques (tempête, orage, neige, grand froid, canicule ou sécheresse), inondations, mouvements de terrains et séisme (sismicité très faible). Un site publié par le BRGM permet d'évaluer simplement et rapidement les risques d'un bien localisé soit par son adresse soit par le numéro de sa parcelle.
La commune a été reconnue en état de catastrophe naturelle au titre des dommages causés par les inondations et coulées de boue survenues en 1982, 1999, 2005 et 2009,.
Les mouvements de terrains susceptibles de se produire sur la commune sont des affaissements et effondrements liés aux cavités souterraines (hors mines). Par ailleurs, afin de mieux appréhender le risque d’affaissement de terrain, l'inventaire national des cavités souterraines permet de localiser celles situées sur la commune.

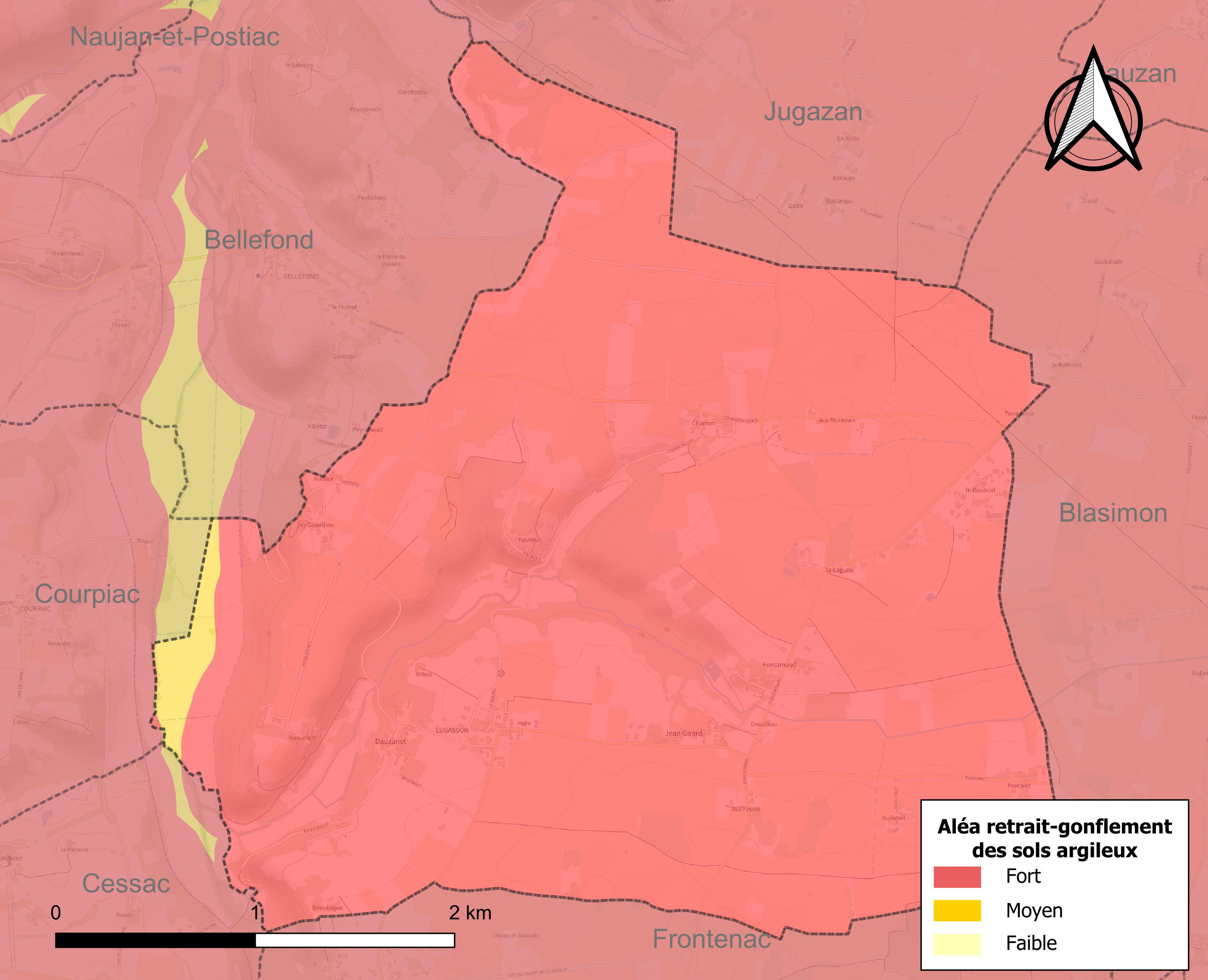
Carte des zones d'aléa retrait-gonflement des sols argileux de Lugasson.

Le retrait-gonflement des sols argileux est susceptible d'engendrer des dommages importants aux bâtiments en cas d’alternance de périodes de sécheresse et de pluie. La totalité de la commune est en aléa moyen ou fort (67,4 % au niveau départemental et 48,5 % au niveau national). Sur les 152 bâtiments dénombrés sur la commune en 2019,  152 sont en aléa moyen ou fort, soit 100 %, à comparer aux 84 % au niveau départemental et 54 % au niveau national. Une cartographie de l'exposition du territoire national au retrait gonflement des sols argileux est disponible sur le site du BRGM,.
Par ailleurs, afin de mieux appréhender le risque d’affaissement de terrain, l'inventaire national des cavités souterraines permet de localiser celles situées sur la commune.
Concernant les mouvements de terrains, la commune a été reconnue en état de catastrophe naturelle au titre des dommages causés par la sécheresse en 2003 et 2011 et par des mouvements de terrain en 1999.

## Histoire

### Préhistoire

#### Gisement du Grand Moulin
Il se trouve près du hameau le Grand Moulin, dans le coin sud-ouest de la commune, dans la vallée de l'Engranne en rive droite. Le flanc de vallée forme là un coteau de 25 m de hauteur fait de calcaire à Astéries formant une falaise. Le gisement est au pied de la falaise,.
Il a été découvert en 1894 par l'abbé Jean-Joseph Labrie (1867-1927), qui l'a fouillé et y a reconnu plusieurs époques du Paléolithique. Il a attribué au Solutréen plusieurs grandes pièces à retouches bifaciales (quatre d'entre elles sont conservées au Musée d'Aquitaine) et plusieurs pointes à cran (disparues).
Michel Lenoir le fouille également vers 1980 ; à cette époque le propriétaire en est Mr Weinstein. Lenoir y trouve un horizon du Solutréen supérieur, sans aucun autre faciès culturel présent. Quatre grandes pièces foliacées à retouche biface ont une section nettement biconvexe, atypique pour du Solutréen. M. Lenoir rappelle que la moyenne vallée de l'Engranne a livré plusieurs gisements magdaléniens, et suggère qu'elle a pu être occupée vers la fin du Würm III et au cours de l'interstade Würm III-IV par « des groupes sporadiques porteurs de traditions culturelles solutréennes, mais qui, par suite de leur éloignement de la région classique du Périgord, ont pu présenter des particularités locales ».
Ce gisement a livré une lampe à graisse à cupule ovoïde de type la Mouthe (avec poignée triangulaire, cuvette ronde et bord aplati), mesurant 12 cm dans sa plus grande longueur, 8,5 cm en largeur et 7 cm en hauteur, avec une cupule de 8,5 × 7 cm pour une profondeur de 1,8 cm.

#### Grotte de Fauroux
Cette grotte est proche du gisement de Grand Moulin. Michel Lenoir y a effectué un sondage qui a révélé un niveau d'Azilien, et en dessous deux pièces qui pourraient être des fragments de pointes à cran solutréennes - mais aucun autre indice de Solutréen n'est apparu.

#### Allée couverte de Roquefort
Nécropole néolithique, occupations protohistorique, âge du fer, époque médiévale.

#### Révolution
À la Révolution, la paroisse Saint-Martin de Lugasson forme la commune de Lugasson.

## Politique et administration
| Période                                  | Période  | Identité      | Étiquette | Qualité     |
| ---------------------------------------- | -------- | ------------- | --------- | ----------- |
| avant 1981                               | ?        | Claude Duprat | DVG       |             |
| mars 2008                                | En cours | Michel Brun   | UMP-LR    | Agriculteur |
| Les données manquantes sont à compléter. |          |               |           |             |

## Démographie
L'évolution du nombre d'habitants est connue à travers les recensements de la population effectués dans la commune depuis 1793. Pour les communes de moins de 10 000 habitants, une enquête de recensement portant sur toute la population est réalisée tous les cinq ans, les populations de référence des années intermédiaires étant quant à elles estimées par interpolation ou extrapolation. Pour la commune, le premier recensement exhaustif entrant dans le cadre du nouveau dispositif a été réalisé en 2004.

En 2022, la commune comptait 319 habitants, en évolution de +10 % par rapport à 2016 (Gironde : +6,91 %, France hors Mayotte : +2,11 %).
| 1793 | 1800 | 1806 | 1821 | 1831 | 1836 | 1841 | 1846 | 1851 |
| ---- | ---- | ---- | ---- | ---- | ---- | ---- | ---- | ---- |
| 438  | 284  | 451  | 403  | 411  | 414  | 395  | 395  | 408  |

| 1856 | 1861 | 1866 | 1872 | 1876 | 1881 | 1886 | 1891 | 1896 |
| ---- | ---- | ---- | ---- | ---- | ---- | ---- | ---- | ---- |
| 438  | 425  | 404  | 423  | 421  | 415  | 400  | 395  | 407  |

| 1901 | 1906 | 1911 | 1921 | 1926 | 1931 | 1936 | 1946 | 1954 |
| ---- | ---- | ---- | ---- | ---- | ---- | ---- | ---- | ---- |
| 412  | 389  | 394  | 333  | 318  | 338  | 339  | 316  | 323  |

| 1962 | 1968 | 1975 | 1982 | 1990 | 1999 | 2004 | 2006 | 2009 |
| ---- | ---- | ---- | ---- | ---- | ---- | ---- | ---- | ---- |
| 330  | 306  | 271  | 282  | 255  | 237  | 282  | 290  | 274  |

| 2014 | 2019 | 2022 | - | - | - | - | - | - |
| ---- | ---- | ---- | - | - | - | - | - | - |
| 295  | 304  | 319  | - | - | - | - | - | - |

## Lieux et monuments
- Église Saint-Martin inscrite au titre des monuments historiques en 1925[35].
- Croix de chemin celtique du XIXe siècle inventoriée aux monuments historiques[36].
- Allée couverte de Roquefort et menhirs de Pontaret. Civilisation de Roquefort.

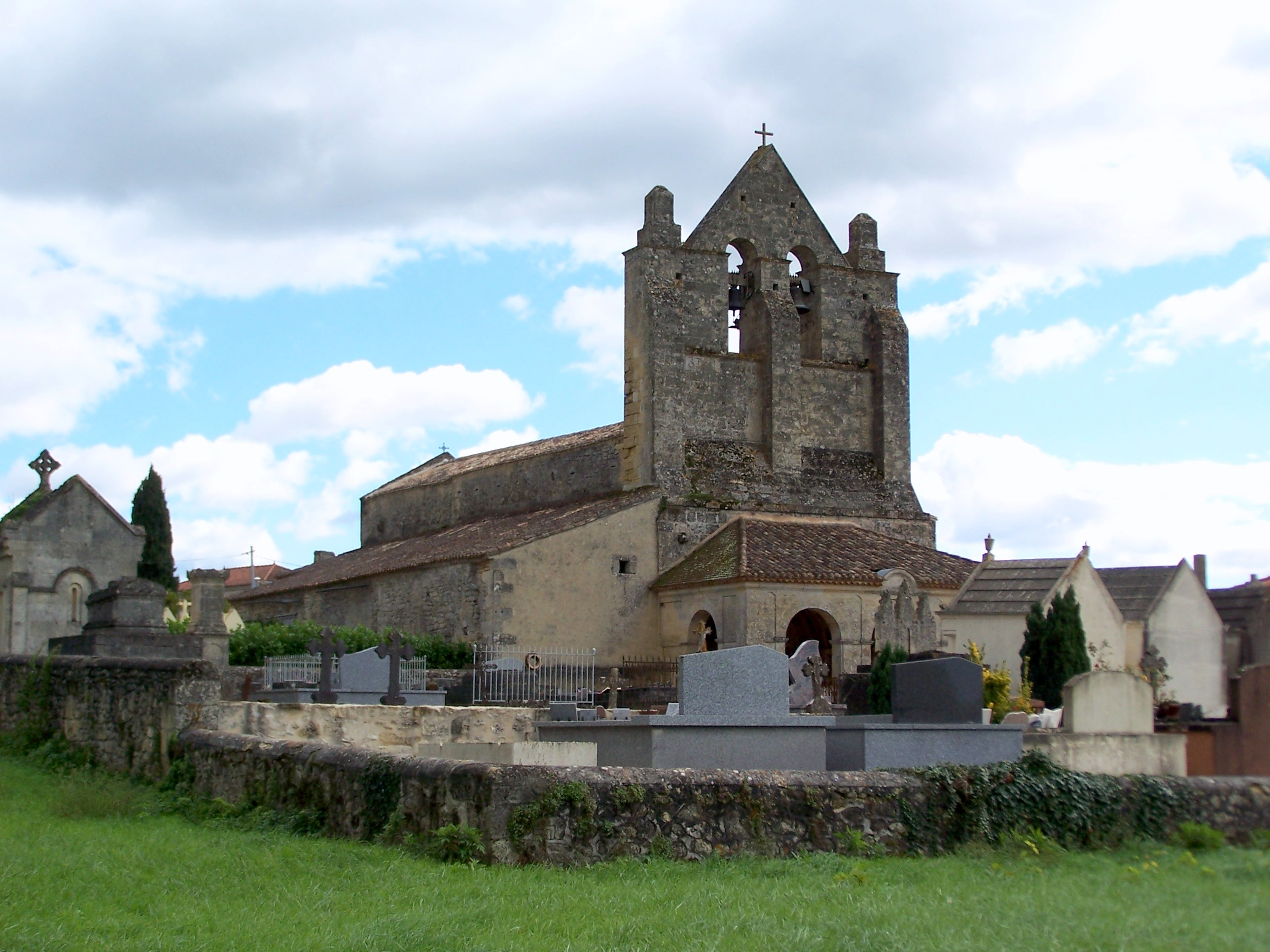
L'église Saint-Martin
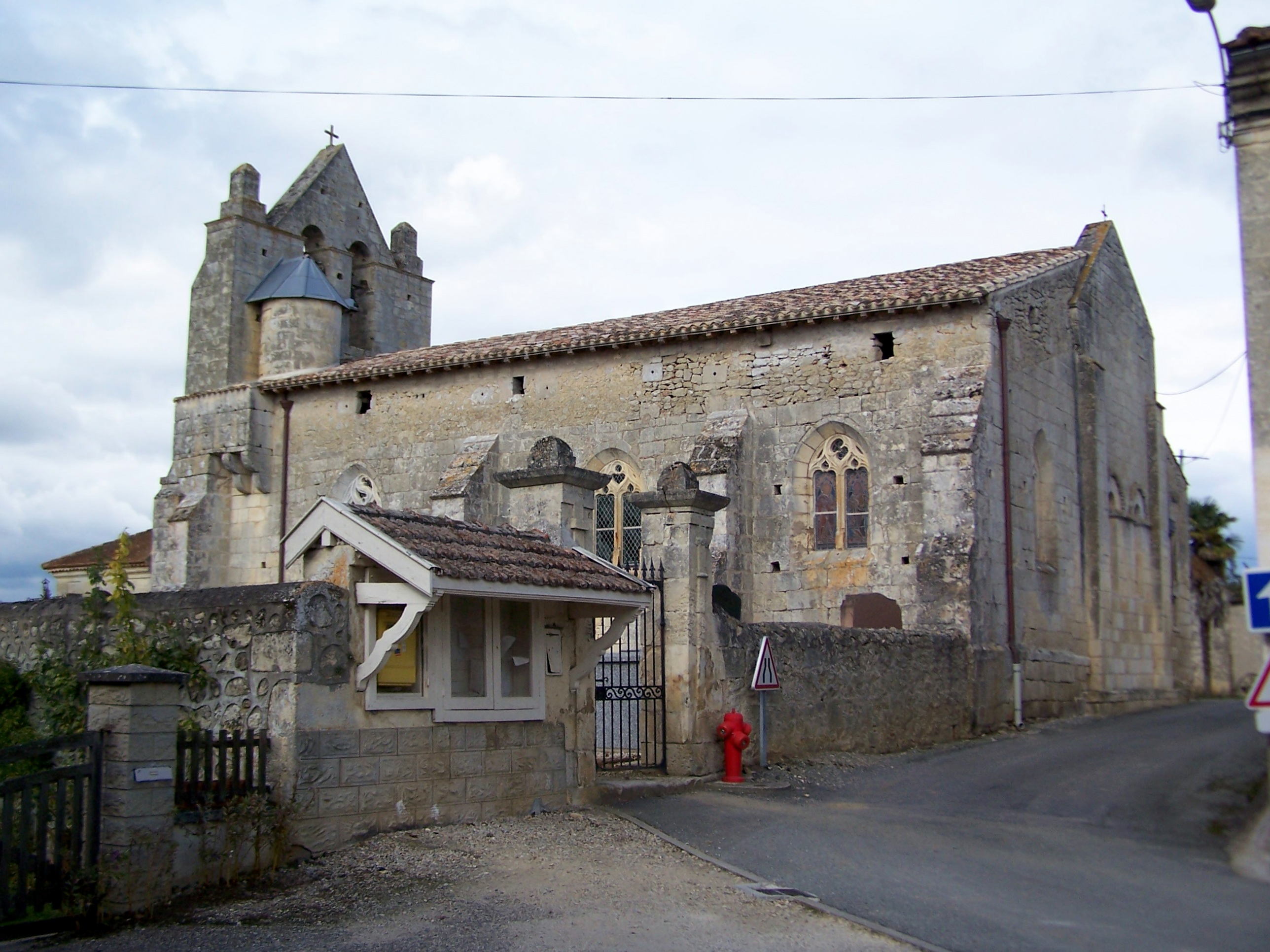
Vue sud-est
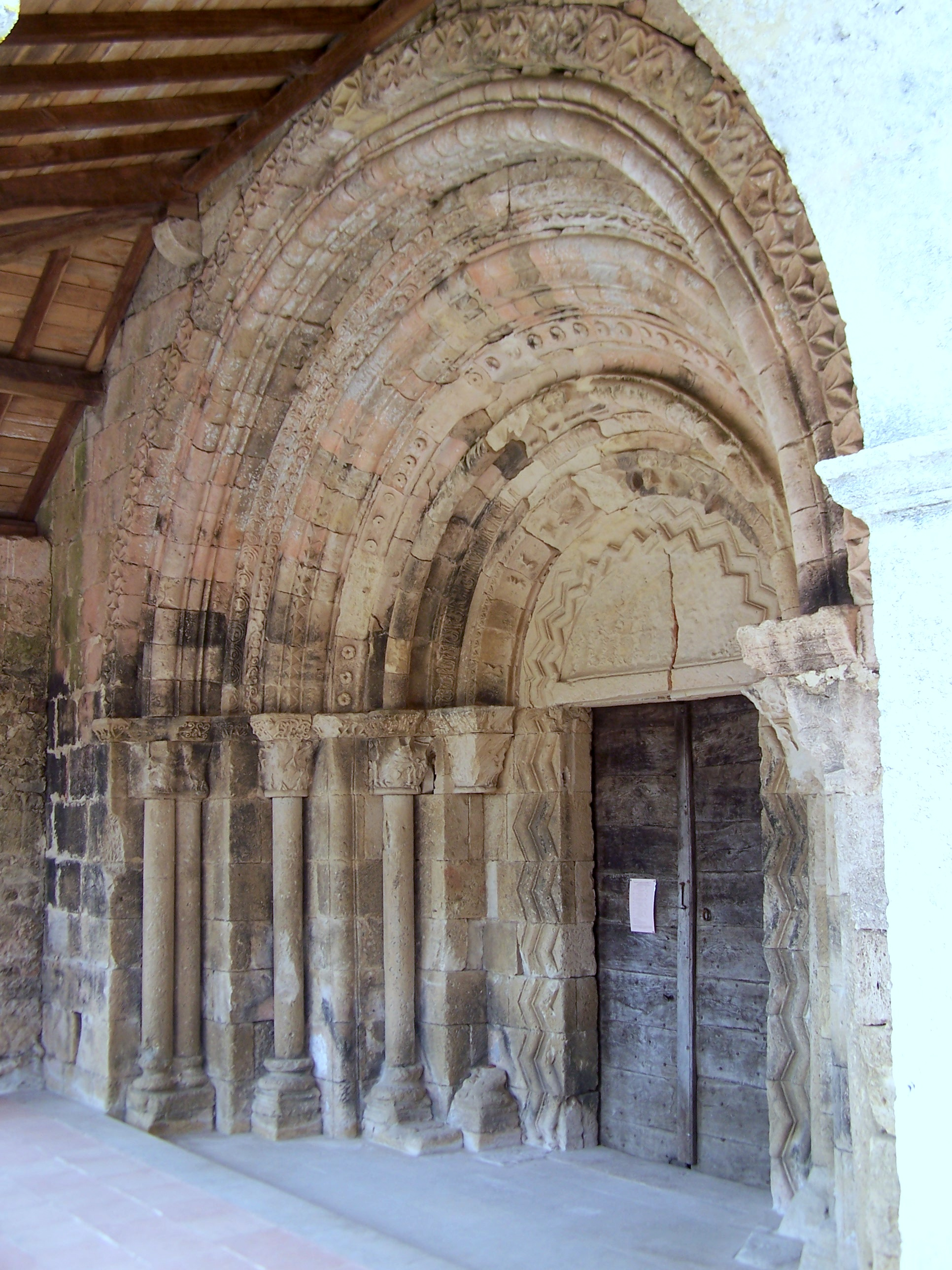
Le portail
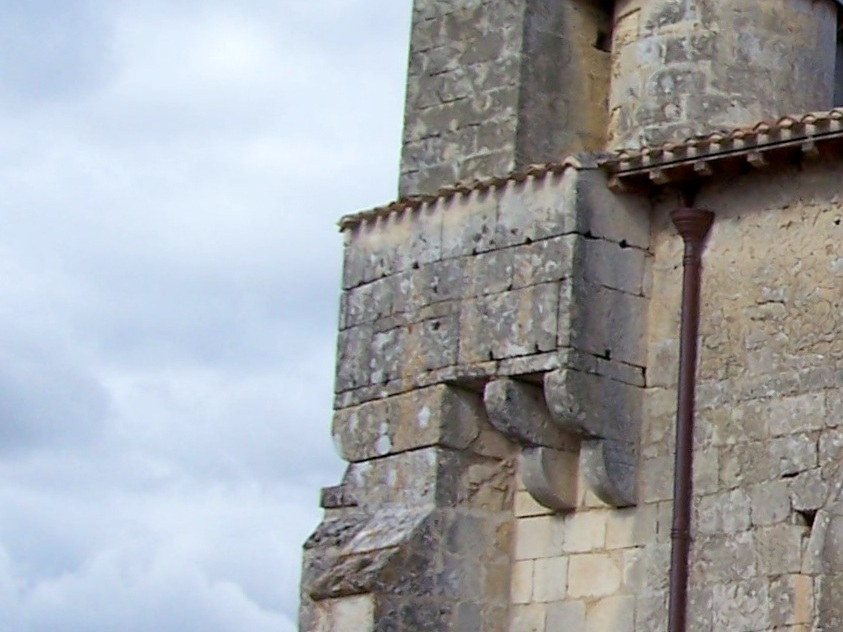
Échauguette en façade sud
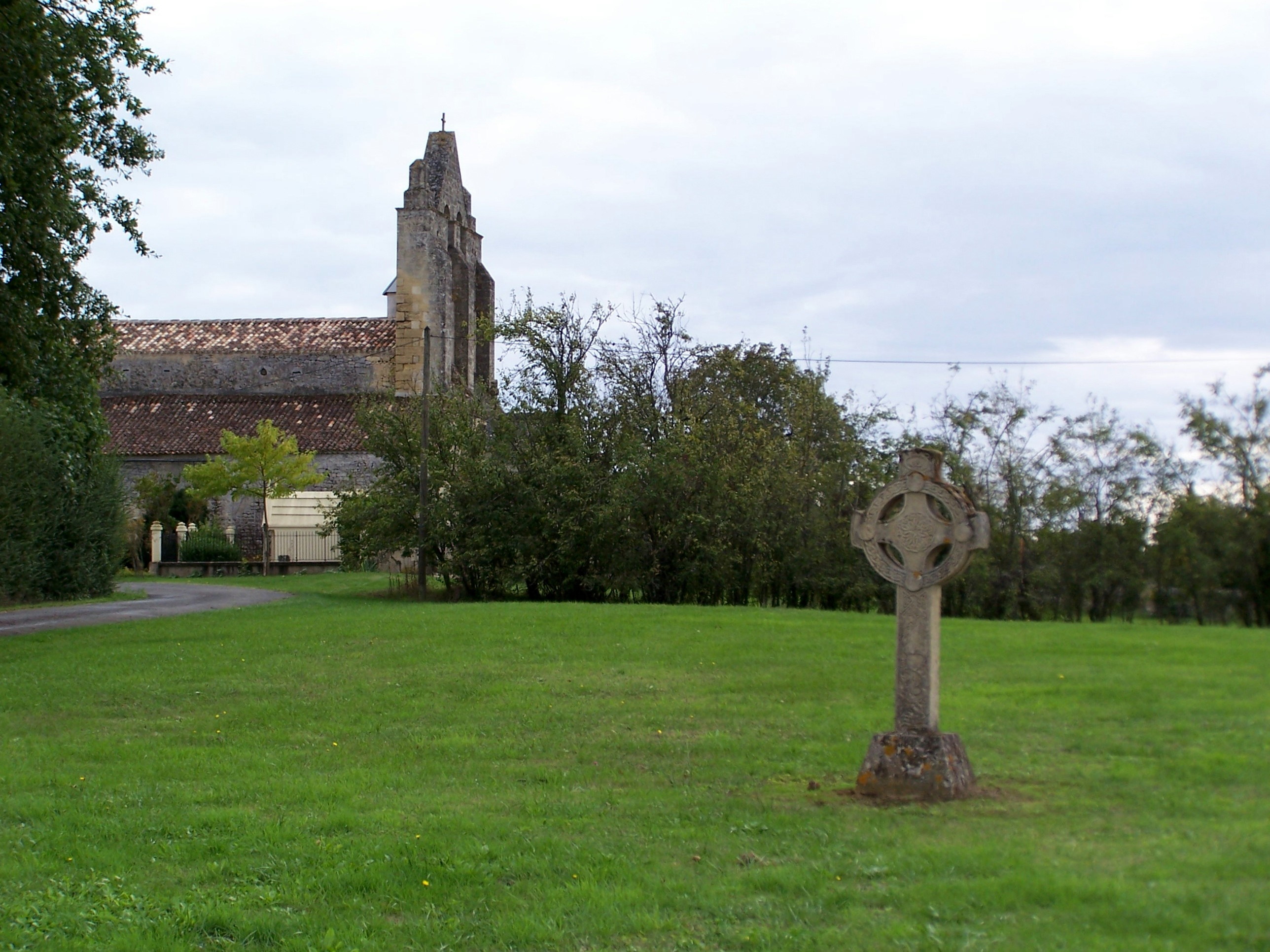
Croix celtique derrière l'église
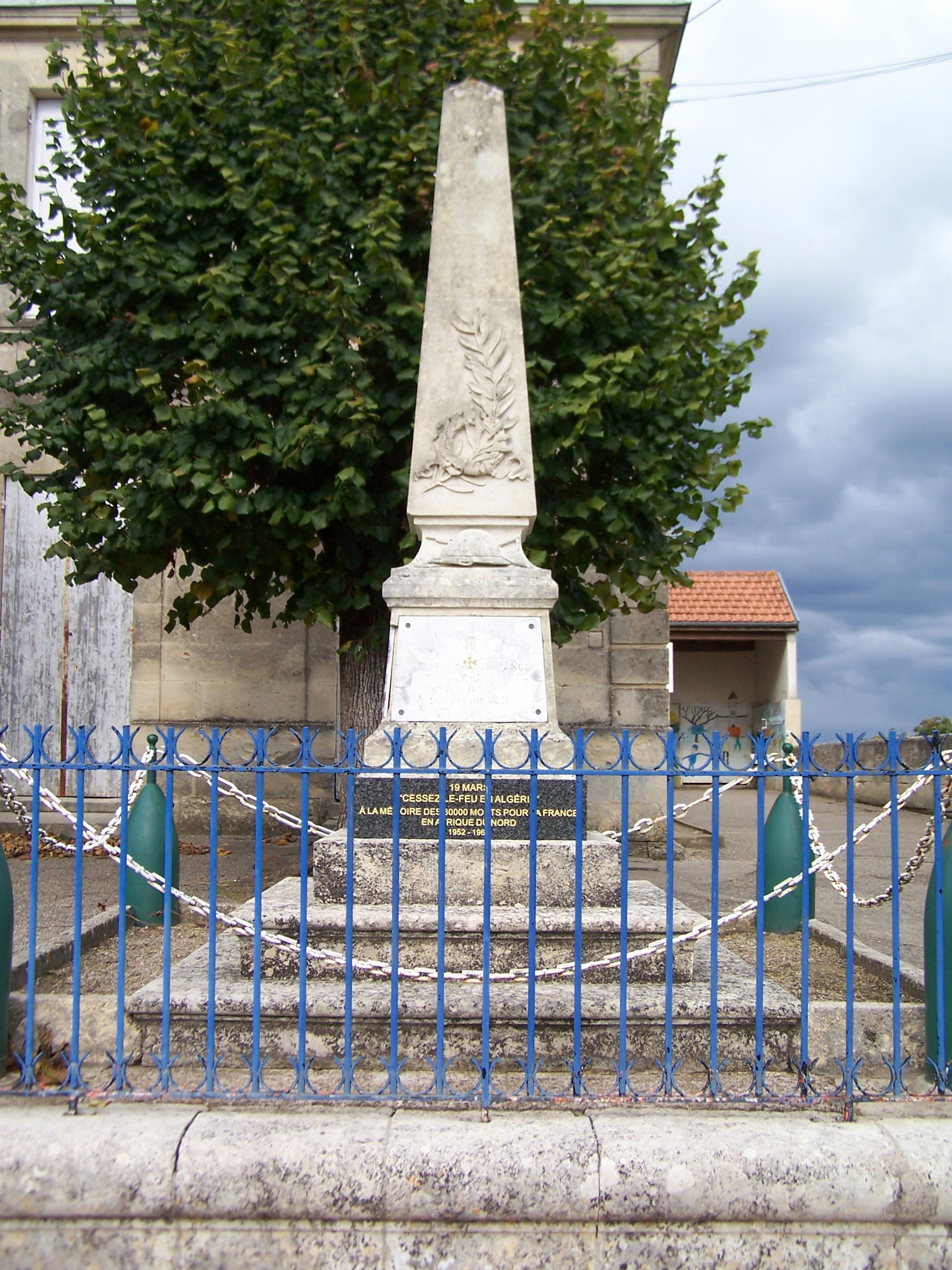
Le monument aux morts près de la mairie